# 切倫蒂諾

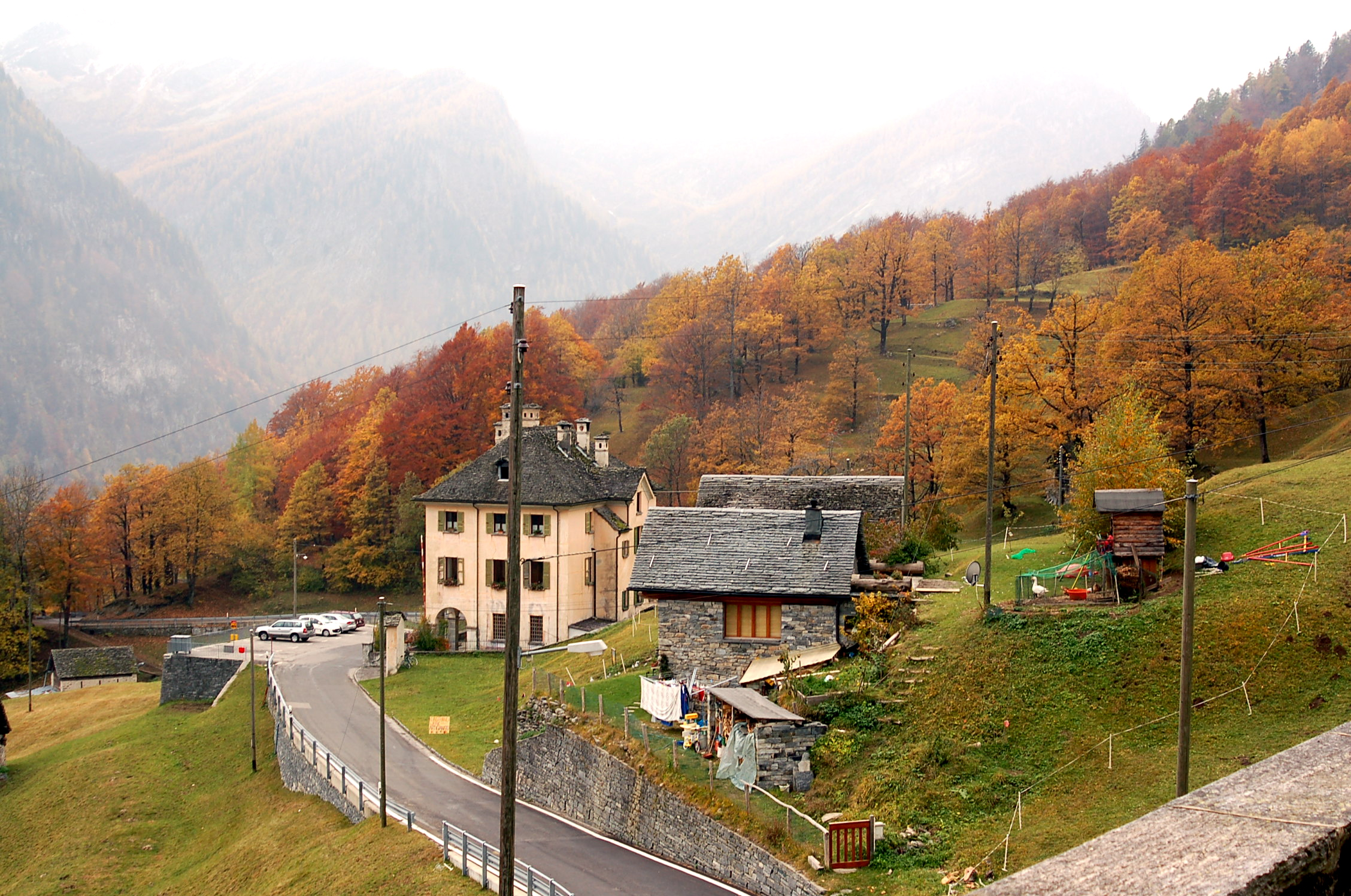

切倫蒂諾是瑞士的城鎮，位於該國南部，由提契諾州負責管轄，面積20.07平方公里，海拔高度981米，2011年人口58，七成人口信奉羅馬天主教，人口密度每平方公里3人。

## 外部連結
- Official website （页面存档备份，存于） （意大利文）